# ジャン＝ピエール・ソヴァージュ
ジャン＝ピエール・ソヴァージュ（Jean-Pierre Sauvage フランス語発音: [ʒɑ̃pjɛʁ sovaʒ], 1944年10月21日- ）は、フランスの化学者である。
専門は超分子化学であり、2016年に「分子マシンの設計と合成」に対して、サー・フレイザー・ストッダート、ベルナルト・L・フェリンハと共にノーベル化学賞を受賞した。

## 経歴
1944年にパリで生まれる。1987年にノーベル化学賞を受賞したジャン＝マリー・レーンの指導の下、ストラスブール第一大学 (ルイ・パストゥール大学)で博士号を取得した。博士課程では、クリプタンド配位子の最初の合成に貢献した。マルコム・グリーンの下で博士研究員として働いた後、ストラスブール大学に戻った。現在はこの大学の名誉教授である。
彼の研究の大きなテーマは分子トポロジーであり、特に分子アーキテクチャを機械的に連動させる事である。彼は、配位錯体を基に分子ノットやカテナンの合成について報告した。カテナンは2つの環状分子が鎖のように繋がっている分子である。この分子の合成の仕事は、分子マシンの合成に向けた重要な取り組みであると評価され、後のノーベル化学賞の受賞に繋がった。
その他には二酸化炭素の電気化学的な還元や、光合成関連など、さまざまな分野で仕事をしている。
1997年11月24日にフランス科学アカデミーのメンバーとなった。

## 主な受賞歴
- 1994年 -  プレローグ・メダル
- 1999年 -  センテナリー賞
- 2016年 - ノーベル化学賞
- 2020年 - 旭日重光章[5]